# Ostrowice
Ostrowice [ɔstrɔˈvit͡sɛ] (trước đây là Wusterwitz của Đức) là một ngôi làng ở hạt Drawsko, West Pomeranian Voivodeship, ở phía tây bắc Ba Lan. Cho đến ngày 1 tháng 1 năm 2019, đó là trụ sở của gmina (khu hành chính) được gọi là Gmina Ostrowice được tạo ra sau Chiến tranh thế giới thứ hai nhưng được chia vào ngày 1 tháng 1 năm 2019, giữa các quận hành chính của Zlocieniec và Drawsko Pomorskie vì nợ cao. Nó nằm khoảng 17 kilômét (11 mi) về phía đông bắc của Drawsko Pomorskie và 96 km (60 mi) về phía đông của thủ đô khu vực Szczecin.
Trước năm 1945, khu vực này là một phần của Đức. Đối với lịch sử của khu vực, xem Lịch sử của Pomerania.
Ngôi làng có dân số 540 người.